# Жива мертвечина
«Жива мертвечина» (англ. Braindead) — новозеландський комедійний фільм жахів 1992 року, знятий режисером Пітером Джексоном і отримав статус культового . Фільм розповідає про локальний спалах поширення зомбі, викликаний екзотичною твариною, вивезеною з острова Черепа. Визнаний кінокритиками як одна з найкривавіших картин в історії кіно .
Оригінальна назва фільму «Braindead» («Мозкотруп») для прокату на території Північної Америки було змінено на «Dead Alive» через наявність в пакеті дистриб'ютора фільму з ідентичною назвою «Коли помирає мозок» (англ. Brain Dead), що вийшов двома роками раніше.
Фільм отримав 13 кінонагород на різних міжнародних кінофестивалях і дві номінації.

## Сюжет

### Пролог
В 1957 у зоологічна експедиція вивозить з острова Черепа, розташованого на північний захід від Суматри, екзотичну тварину пацюко-мавпу. У ході погоні, під час якої експедицію переслідують тубільці, пацюко-мавпа кусає зоолога. Виявивши це, провідники без пояснення причин спершу відрубують йому обидві укушені руки, а побачивши рану на лобі, відрубують йому голову.
Крисо-мавпу вони продають представнику Веллінгтонського зоопарку.

### Основна історія
Головним героєм стрічки є юнак на ім'я Лайнел Косгроув, який живе зі своєю матір'ю в столиці Нової Зеландії Веллінгтоні. Батько його загинув за нез'ясованих обставин (насправді, як з'ясовується в кінці фільму, його разом з коханкою топить у ванній матір Лайнела Віра) і мати, вольова жінка, повністю контролює його життя, пригнічуючи його своїм материнським авторитетом. Лайнел, скромний і вихований юнак, знайомиться з дівчиною на ім'я Пакіто, що працює продавцем в сімейному бакалійної крамниці. Слідуючи передбачення, зробленому їй бабою, Пакіто визнає в Лайнела свого обранця, якого вказали карти Таро.
Під час побачення, призначеного в зоопарку, Лайнел і Пакіто вперше бачать крисо-мавпу, що міститься у вольєрі. Мати Лайнела, Віра Косгроув, що вирішила простежити за сином, піддається нападу крисо-мавпи, яка кусає її за руку. Протягом найближчих днів стан Віри погіршується, вона поступово мутує і перетворюється в зомбі, розумова діяльність сходить нанівець, починаються процеси розкладання. Лайнел, якому не дістає рішучості прикінчити рідну матір, тримає її в кімнаті в таємниці від всіх, в тому числі і від Пакіто (з якою розриває відносини, щоб не піддавати її непотрібною небезпеки). Він змушений організувати похорон Віри, але вночі викопує ожилий труп своєї матері, щоб тримати його вдома. Тим часом жертвами Віри Косгроув стають: пес Пакіто (якого вона з'їдає живцем), доглядала за нею медсестра МакТавіш, кілька вуличних панків і святий отець МакГрудер.
Лайнел набуває у ветеринара, іммігранта з Латвії, що є побіжним нацистом, пляшку з транквілізатор ом, за допомогою якого намагається підтримати компанію зомбі в неагресивному стані, замкнувши їх у підвалі будинку. І якийсь час це йому вдається. Правда в результаті довгого сидіння в одному підвалі між мертвими священиком і медсестрою спалахує роман, плодом якого стає зомбі-немовля, а незабаром оголосив на похоронах Віри дядечко Ліс, який претендує на частину спадщини, виявляє зомбі, приймає їх за трупи і починає тиснути на Лайнела.
Дядя Ліс влаштовує в будинку Косгроув вечірку, під час якої замкнені в підвалі зомбі вириваються на свободу і нападають на гостей. В результаті Лайнел, Пакіто, дядько Ліс і ще кілька людей опиняються в будинку, повному зомбі, і намагаються вижити в цих екстремальних умовах, паралельно Лайнел розкриває для себе таємницю загибелі батька і розуміє, що все своє життя провів у невіданні.

### Різанина газонокосаркою
Зомбі у фільмі знищуються найрізноманітнішими способами: їх вбивають електричним струмом, подрібнюють в блендері, розкочують в коржик за допомогою вижималки для білизни і т. Д. Але незважаючи на таке розмаїття, ключовий сценою картини прийнято вважати фінальну різанину, в ході якої Лайнел, озброївшись газонокосаркою, прорубується через зал, набитий ожившими мерцями, щоб прийти на допомогу Пакіте. Ця сцена є однією з найкривавіших за всю історію кінематографа: для її зйомки було використано 400 літрів штучної крові, розбризкують зі швидкістю приблизно 20 літрів в секунду.

## У ролях
- Тімоті Бальм — Лайонел Косгроув
- Діана Пеньяльвер — Пакіто Марія Санчес
- Елізабет Муді — Віра Елізабет Косгроув
- Ян Уоткін — Дядя Ліс
- Бренда Кендалл — медсестра

## Премії та нагороди
Фільм отримав 13 кінонагород, в числі яких:
- 2 нагороди фестивалю фантастичних фільмів Fantafestival (1992) — «найкращий актор» (Тімоті Бальм) і «найкращі візуальні ефекти»
- Приз за найкращі візуальні ефекти на Каталонському кінофестивалі в Сіджесі (1992)
- Приз «Срібний Крик» на фестивалі фантастичного кіно в Амстердамі (1993)
- Гран-прі кінофестивалю в Аворіазі (1993)
- 2 нагороди міжнародного фестивалю фільмів-фентезі Fantasporto (1993) — «найкращий фільм» і «найкращі спеціальні ефекти»
- 5 призів кінороку Новій Зеландії (New Zealand Film and TV Awards, 1993) — «найкращий внесок в дизайн», «найкращий режисер», «найкращий фільм», «найкраща чоловіча драматична роль», «найкращий сценарій»
- Премія «Сатурн» ( 1994) за найкращий відео-реліз

Крім того, фільм був номінований на дві премії «Сатурн» ( 1993) — « найкращий фільм жахів»і « найкращі спецефекти ».

## Цікаві факти
- Американська версія картини, крім зміненої назви, також була скорочена з 104 (104 в NTSC або 99:24 в PAL) до 85 хвилин. Крім сцен жорстокості, було вирізано кілька діалогів і сцена, в якій Лайнел заспокоює зомбі, напоївши того віскі.
- Ляльку щуро-мавпи анімував за технологією покадрової зйомки сам Пітер Джексон.
- «Острів Черепа» — той самий острів, на якому водиться легендарний Кінг-Конг. У фільмі Пітера Джексона «Кінг Конг» на борту корабля є порожня клітка з табличкою «Щуромавпа з Суматри». Знімався ж Острів Черепов в тому ж місці, що і Стежки Мерців у «Поверненні Короля».
- На стіні кімнати Лайонела помітний постер до фільму «Чудовисько з глибини 20000 сажнів».
- Актриса Елізабет Муді, яка виконала роль Віри Косгроув, з'явилася в режисерській версії «Володаря перснів» в ролі лобелію Саквиль-Беггінс на дні народження Більбо.
- Джед Брофи (панк-зомбі Увійдіть) грав у «Двох вежах» орка-вершника на Варга.
- Дружина Джексона, Френ Волш грала одну з матусь в парку. Сцена прогулянки у парку — улюблена сцена Джексона , він зняв її в останній день.
- Мати Пітера Джексона грає жінку в зоопарку, яка говорить «Оу!», Коли мати Лайнела вбиває щуро-мавпу.
- Сцена появи дядька Ліси у вигляді зомбі була знята невдало: коли великим планом показана голова Ліси, що стирчить з тіла, в кадрі чітко помітна нитка, яка відтягує його шию назад.
- У панк-групи «Електрозомбі» є пісня під назвою «Жива мертвечина».
- У кліпі «Alien Dies» російської дез-метал групи Abnormal використано фрагменти найкривавіших сцен фільму.
- У пісні «What happened» групи Dope DOD є згадка про цей фільм.
- Для зйомок знаменитої сцени з газонокосаркою з неї розпорошувалося 5 галонів (18,5 літрів) штучної крові в секунду — світовий рекорд по споживанню штучної крові.
- У відеоіграх Hellgate: London і Torchlight II можна зустріти рідкісного монстра "Щуромавпа", причому в другій грі він має підпис "з неї починається чума..."

## Див. Також
- Знайомство з ФіБЛ (фільм)
- В поганому смаку (фільм)